# St. Franziskus (Saulgrub)

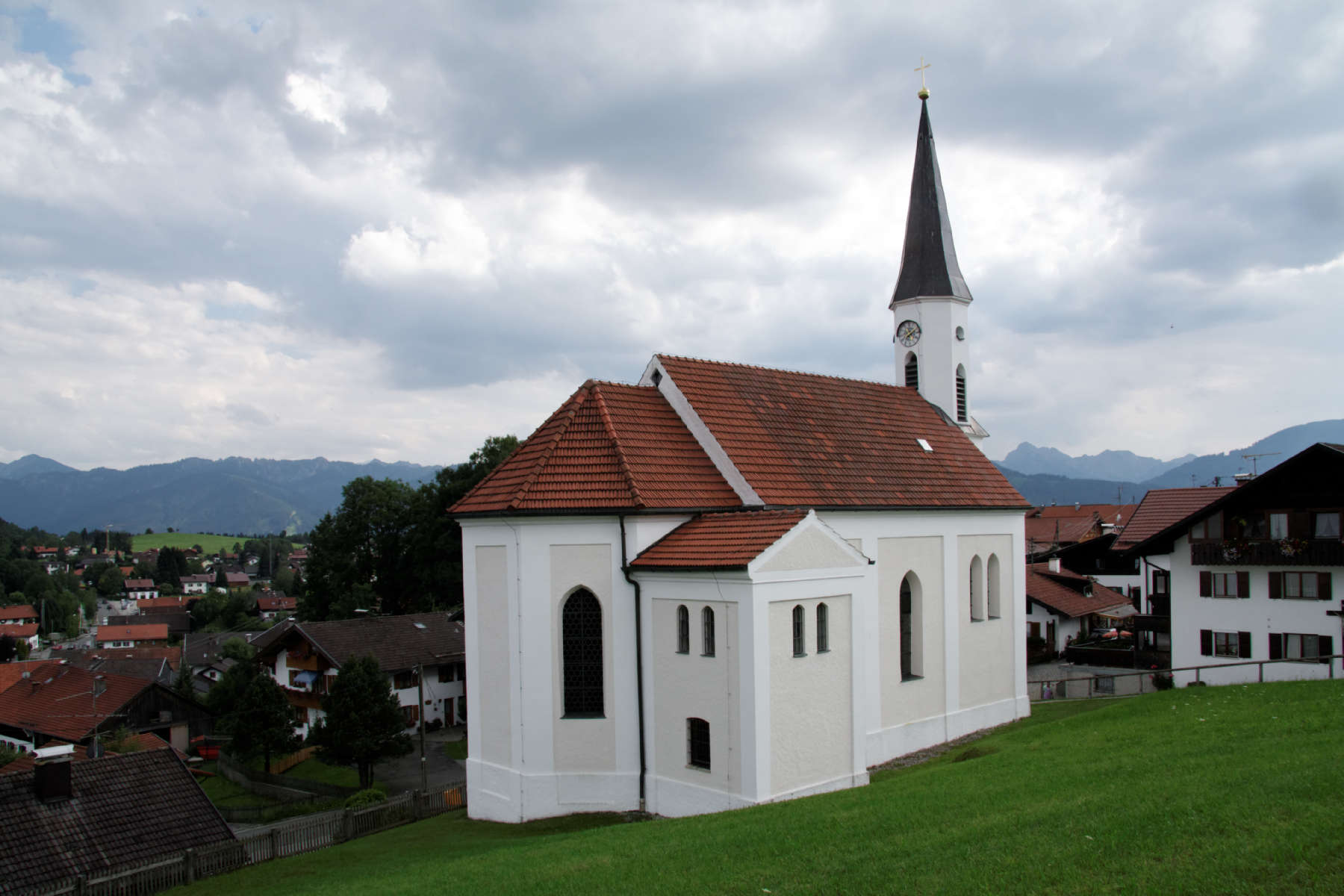
St. Franziskus von Nordosten gesehen

St. Franziskus ist ein Kirchengebäude der römisch-katholischen Kirche in der oberbayerischen Gemeinde Saulgrub im Landkreis Garmisch-Partenkirchen. Die Kirche ist dem heiligen Franz von Assisi gewidmet und dient als Filialkirche der Pfarrei St. Martin im Pfarrverband Bad Kohlgrub. Das Bauwerk ist als Baudenkmal in die Bayerische Denkmalliste eingetragen.

## Lage

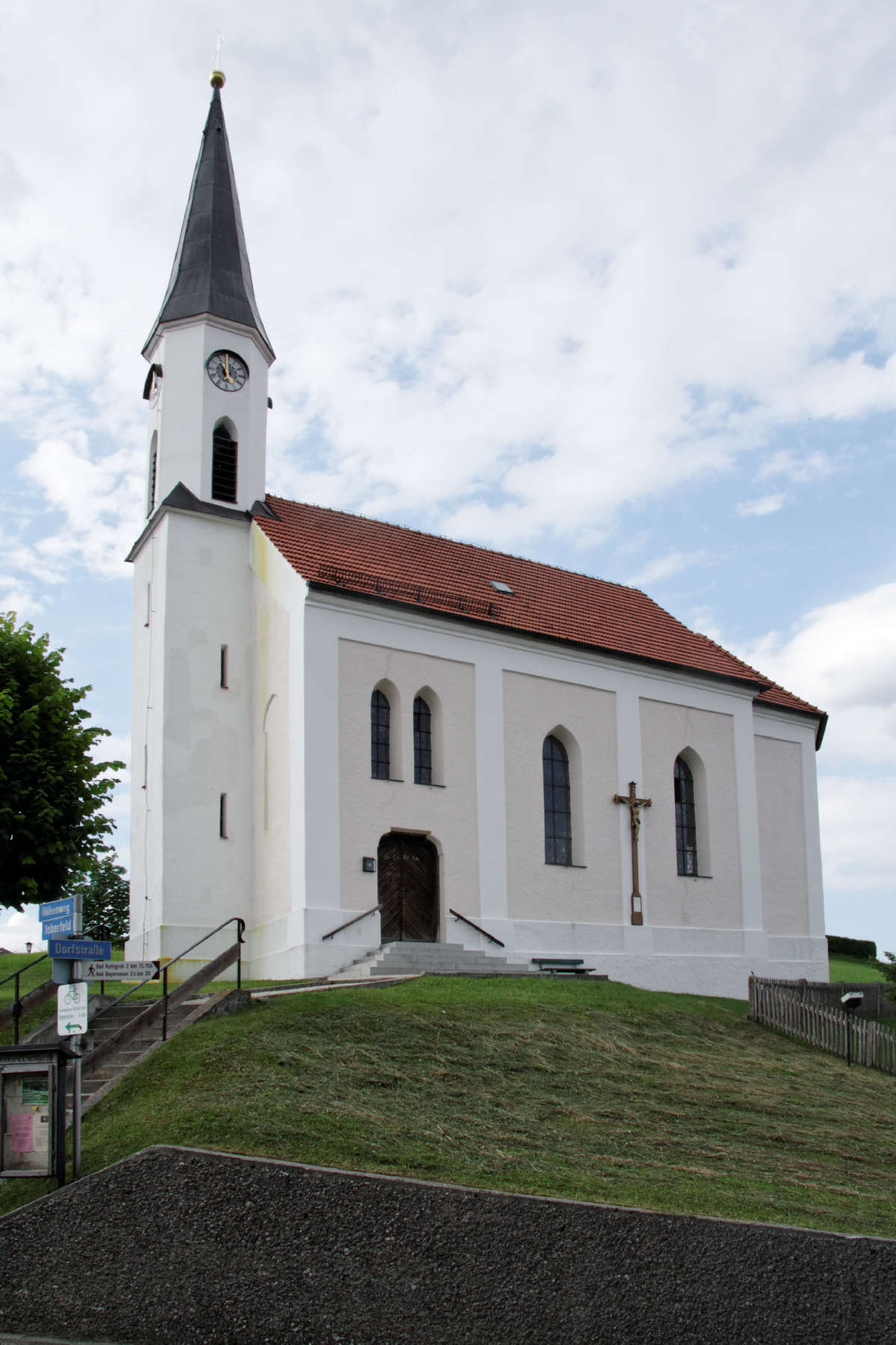
Ansicht von Südwesten

Die Kirche liegt nördlich des Ortszentrums von Saulgrub erhöht an einem Hang auf einer Höhe von etwa 885 m ü. NHN. Ihre Orientierung weicht von der idealen Ostung etwa 18° nach Norden ab. Die Kirche ist von einer Wiese umgeben. Oberhalb der Kirche liegt der Friedhof von Saulgrub.

## Geschichte
Saulgrub war nie eine eigene Pfarrei. Seit der Erhebung von Kohlgrub 1809 zur Pfarrei war Saulgrub dieser zugeordnet. In Saulgrub selber stand eine Heilig-Kreuz-Kapelle, die 1723 erbaut und 1777 erneuert worden war. 1858 bis 1860 erbauten die Bewohner Saulgrubs nach Abriss der alten Kapelle gegen den Willen des Kohlgruber Pfarrers und überwiegend in Eigenleistung eine eigene Kirche, die am 27. August 1860 geweiht wurde. Im 20. Jahrhundert wurde die Kirche zweimal restauriert. Bei der Neuaufstellung der neugotischen Altäre 1995/96 nach einer vereinfachten Zwischenlösung wurde der Hochaltar ganz an die Ostwand des Chors gerückt, wobei seine früheren seitlichen Durchgänge entfielen.

## Architektur
Das Kirchengebäude ist im Stil der Neugotik errichtet. Sein Langhaus ist etwa 13 Meter lang und 9 Meter breit und trägt ein Satteldach. Im Osten schließt sich ein eingezogener Chor mit einem Fünfachtelschluss an. An dessen Nordseite ist ein zweigeschossiges Sakristeigebäude angebaut. Im Westen ist dem Langhaus ein Glockenturm vorgesetzt, der bis knapp unterhalb des Dachfirsts einen quadratischen Grundriss von etwa 3 Metern Seitenlänge hat. Darüber folgt ein achteckiger Aufbau, der einen mit einem Kreuz bekrönten Spitzhelm trägt.
Im Inneren ist St. Franziskus eine einschiffige Saalkirche. Chor und Langhaus sind durch einen Segmentbogen voneinander angegrenzt. Das Langhaus ist von einer Flachtonne überwölbt, im Chorabschluss sind Gewölberippen angedeutet. An der Westseite des Langhauses sind zwei übereinanderliegende Emporen eingezogen. Auf der oberen Empore steht die vierregistrige Orgel von Albert Schönle (Nachfolger von Franz Borgias Maerz) aus dem Jahr 1911.

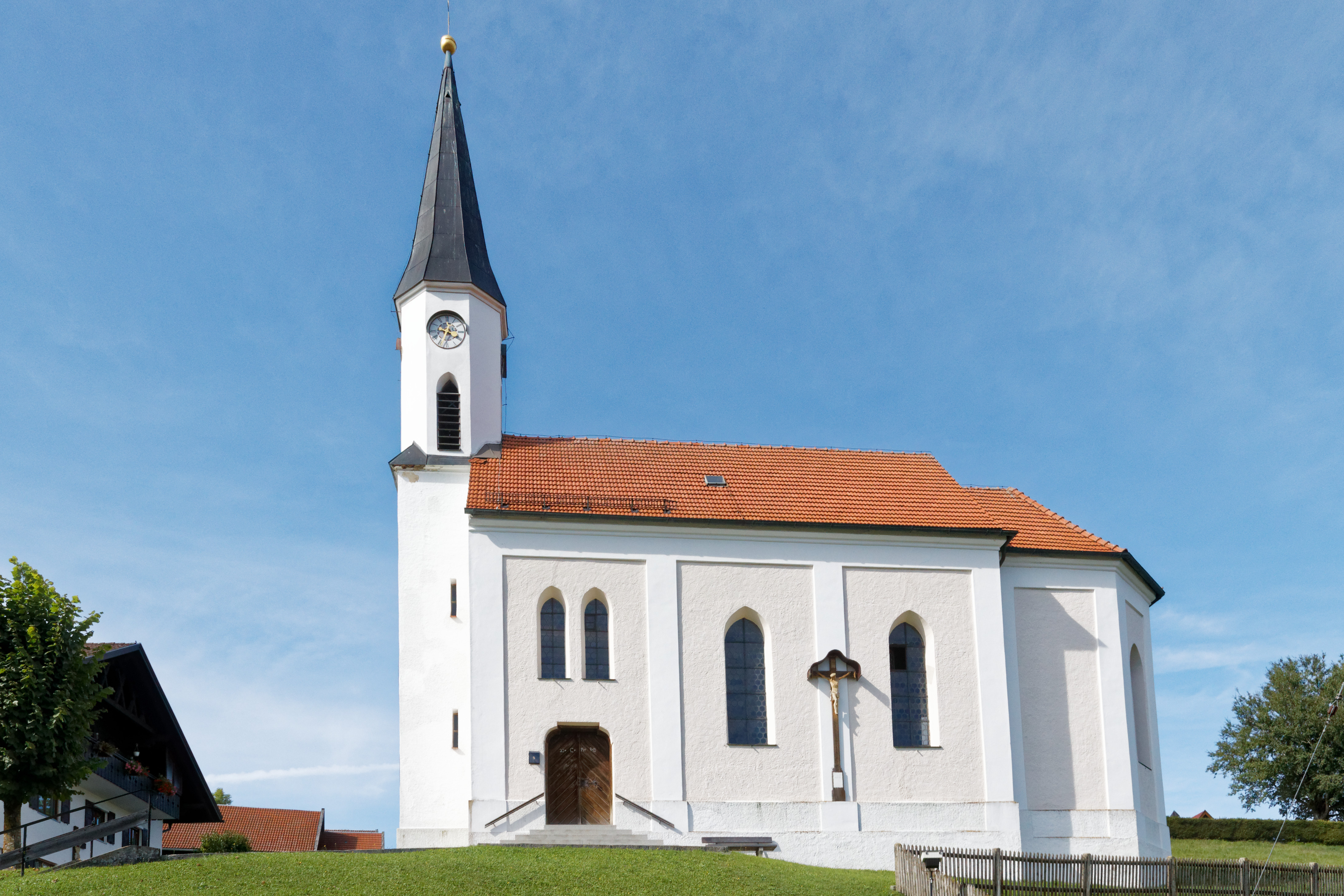
Südseite
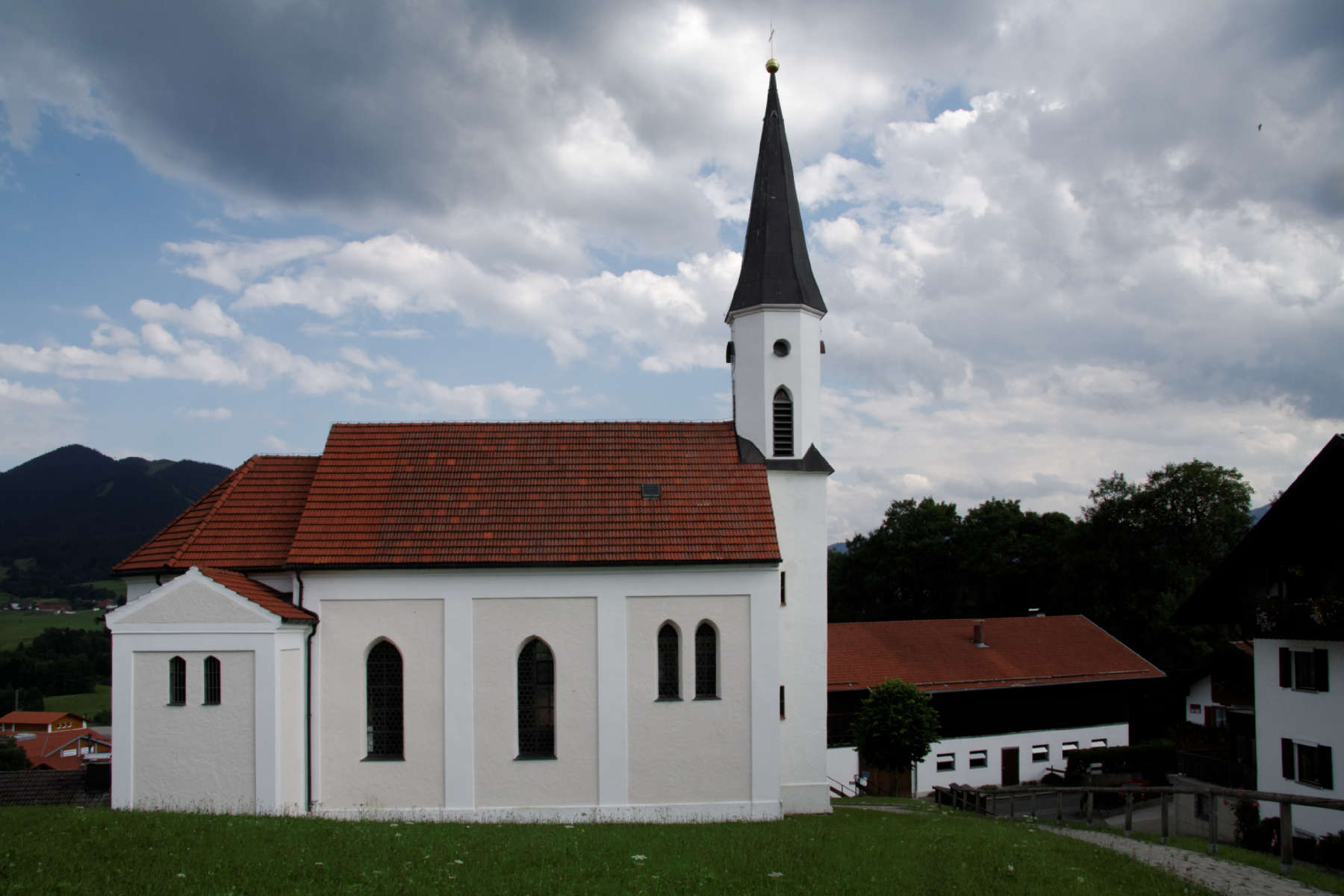
Nordseite
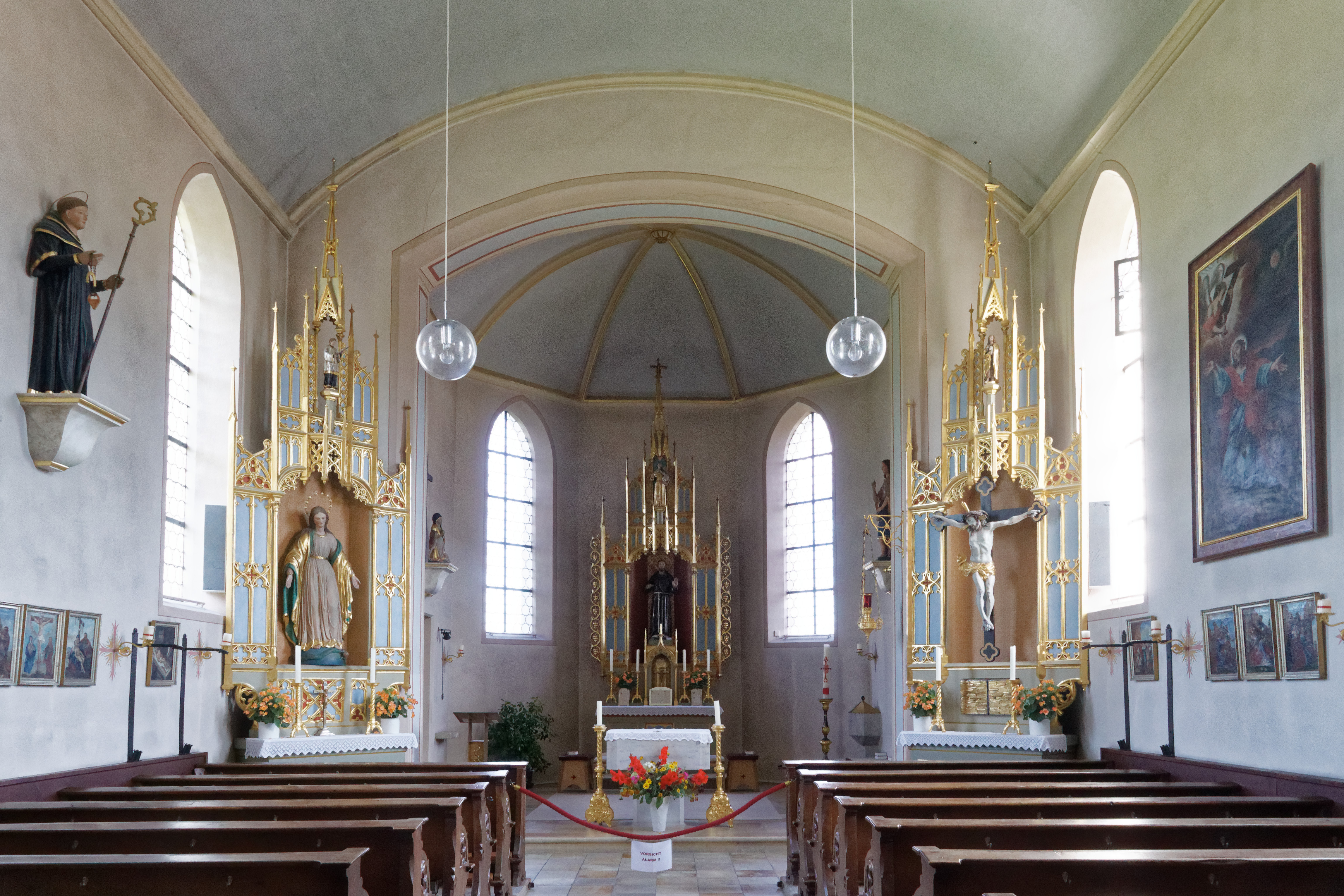
Innenraum
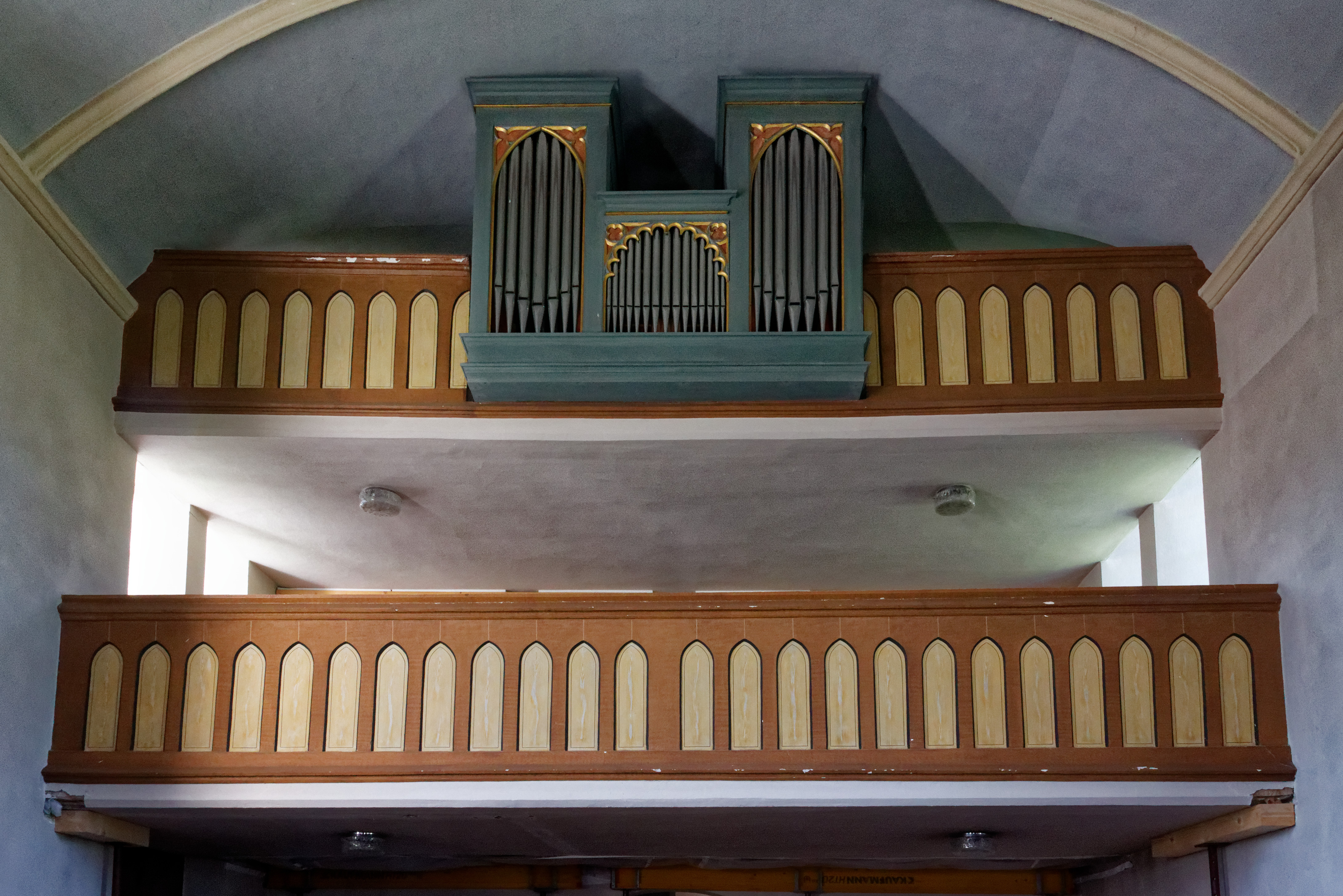
Orgelempore

## Ausstattung
Auch die Innenausstattung ist neugotisch geprägt. Hauptausstattungsstücke sind der Hochaltar und die zwei schräggestellten Seitenaltäre aus der Mitte des 18. Jahrhunderts, die mit neugotischem Maßwerk versehen sind. Der Hochaltar steht an dem fensterlosen Ostsegment des Chorabschlusses. In der Hauptnische des Altarretabels steht eine Figur des heiligen Franz von Assisi, im Altarauszug eine Figur des heiligen Antonius von Padua. Im Retabel des rechten Seitenaltars ist ein barockes Kruzifix eingefügt, im linken Seitenaltar eine Figur der Maria als Immaculata. Zu den weiteren Ausstattungsstücken zählen an der Südwand ein Ölbergbild aus dem 18. Jahrhundert, ihm gegenüber an der Nordwand eine Holzfigur des heiligen Leonhard von Limoges und auf beide Längswände verteilt ein Kreuzweg, der wohl aus dem späten 18. Jahrhundert stammt.

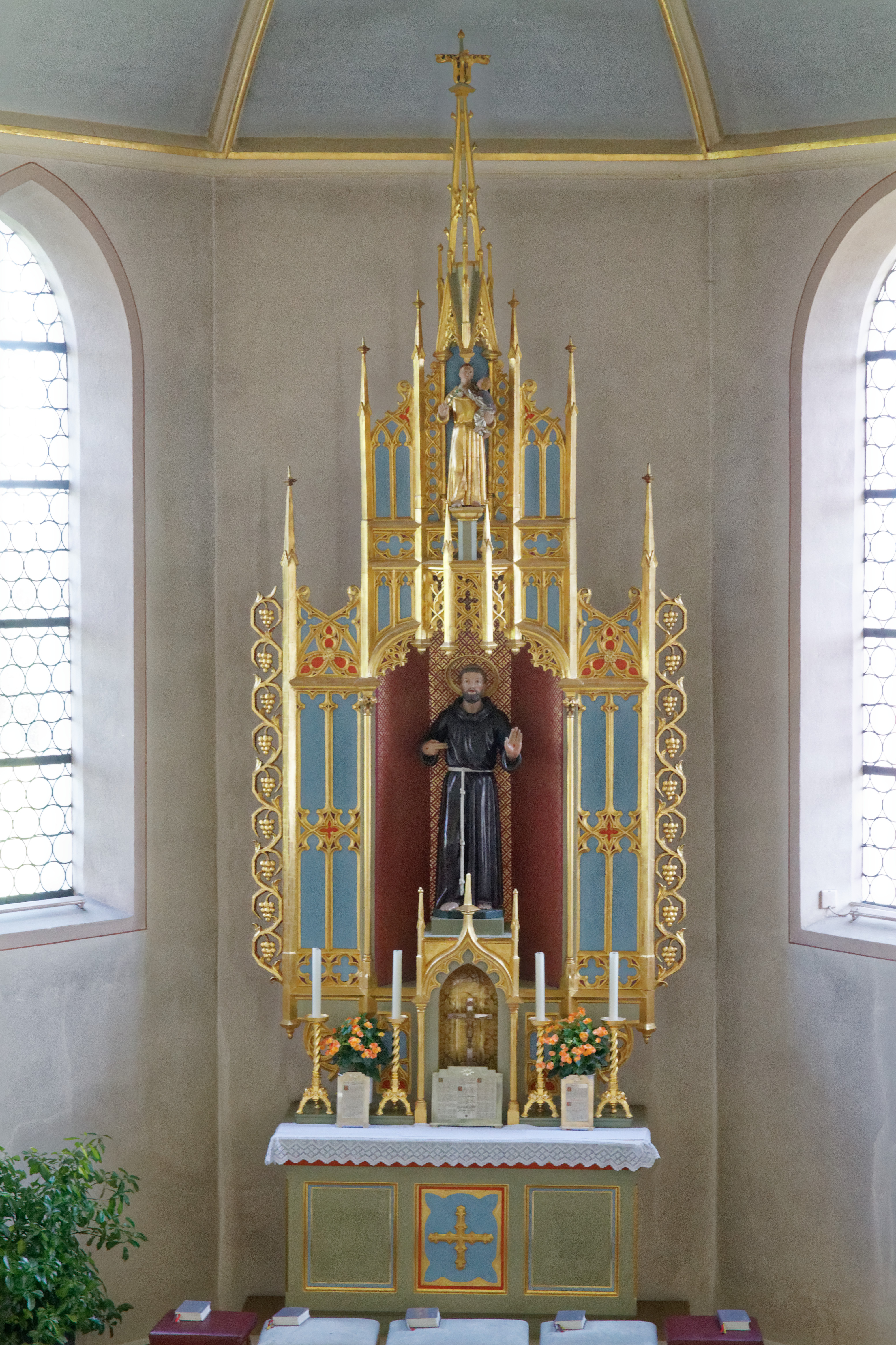
Hochaltar
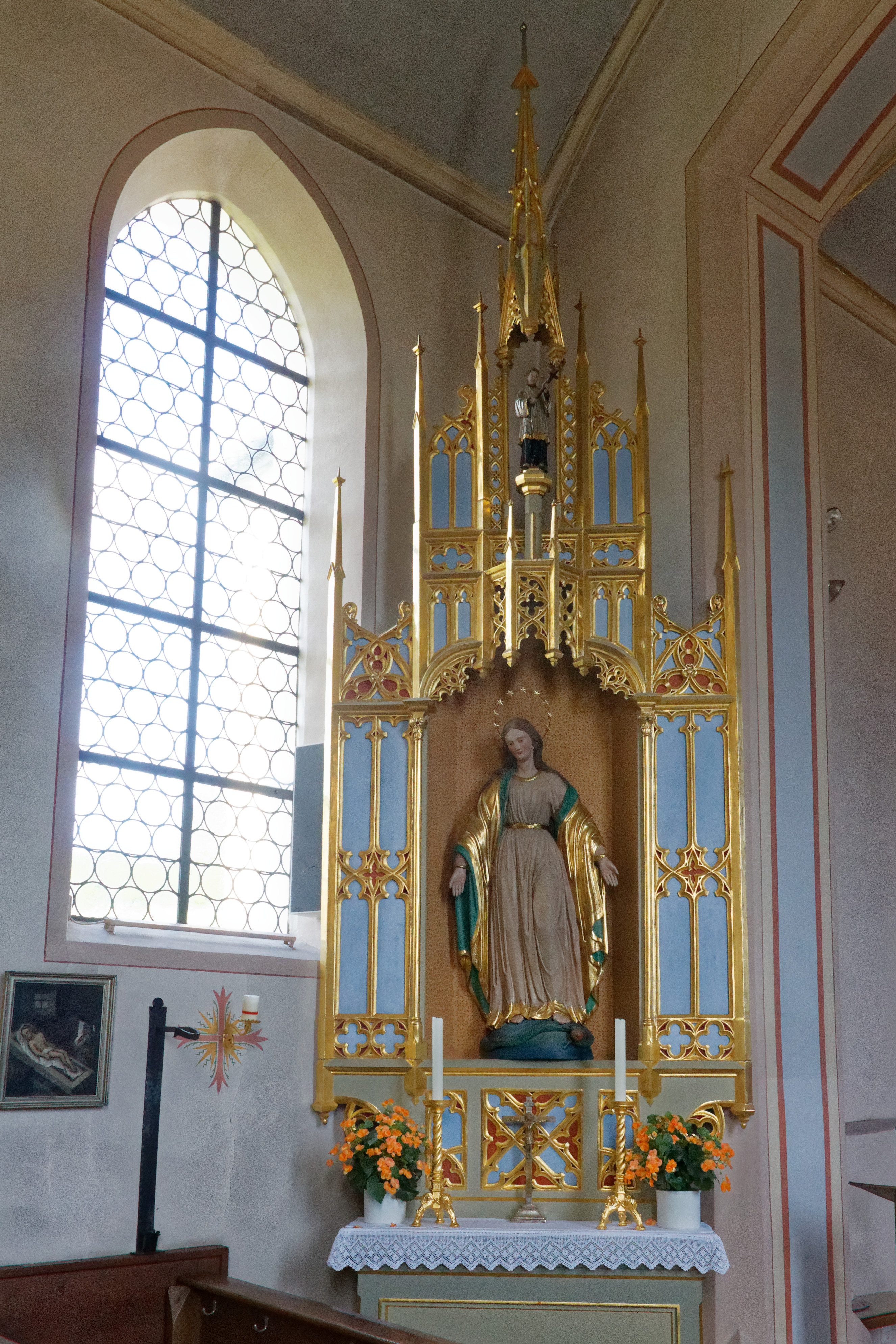
Linker Seitenaltar
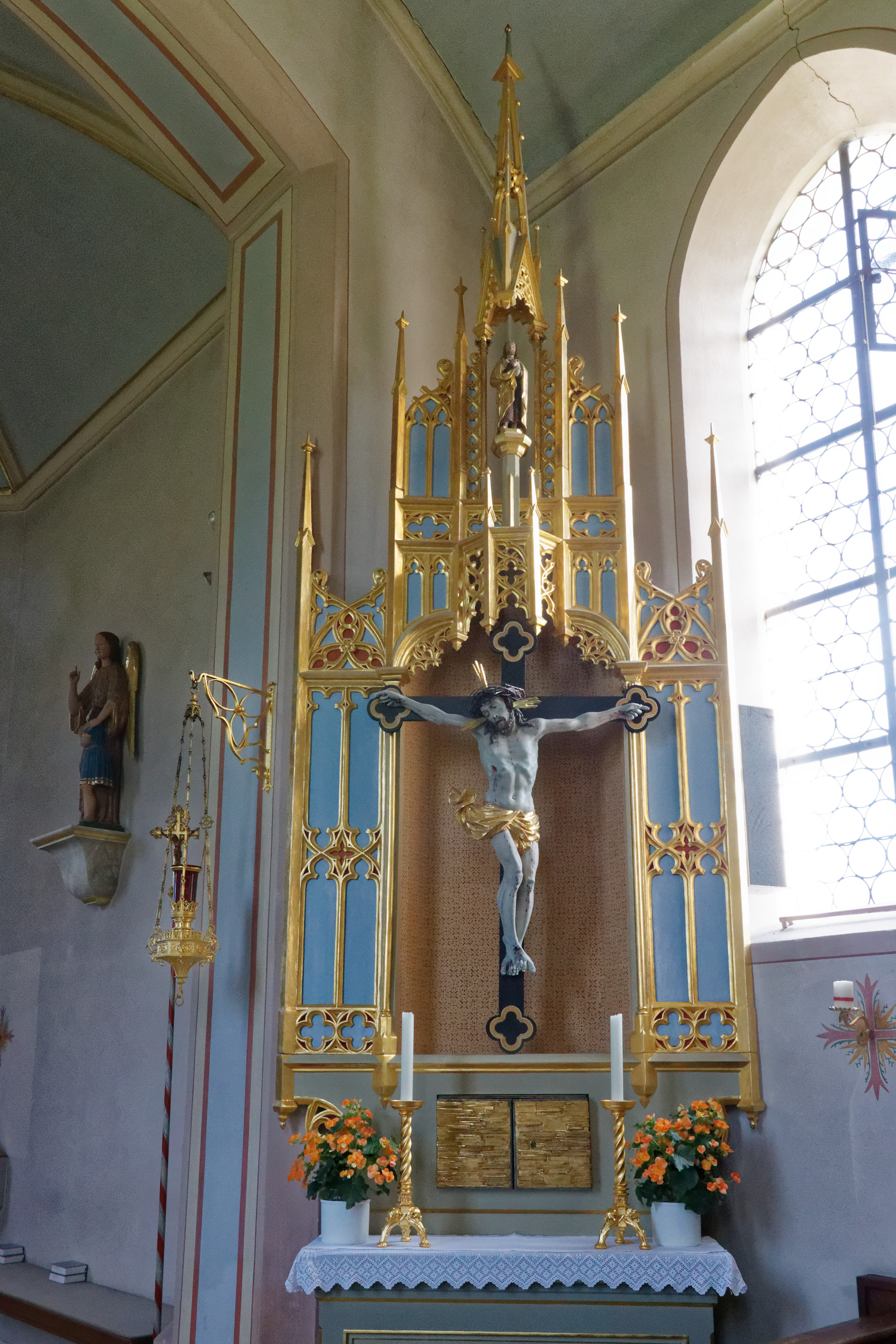
Rechter Seitenaltar
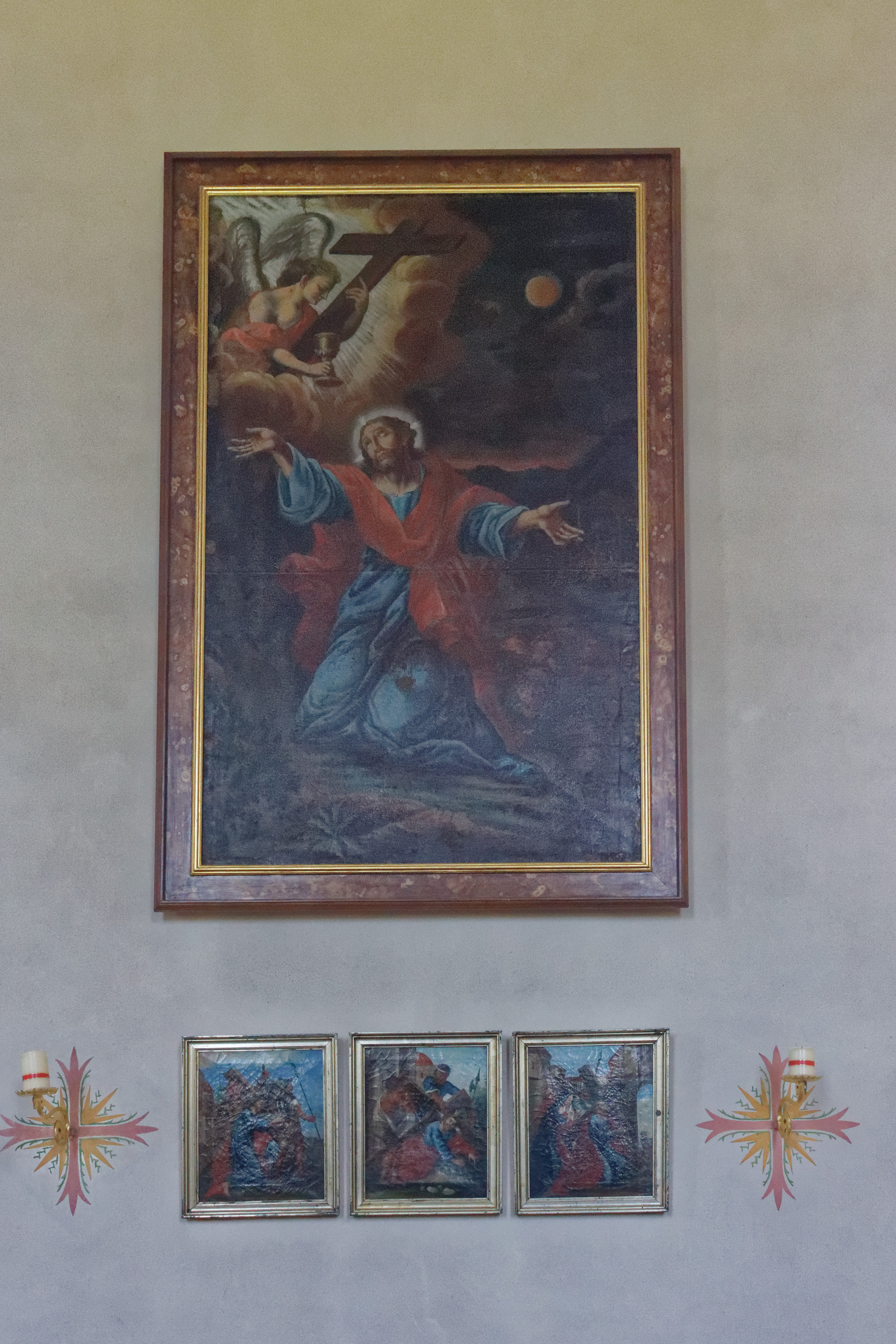
Ölbergbild
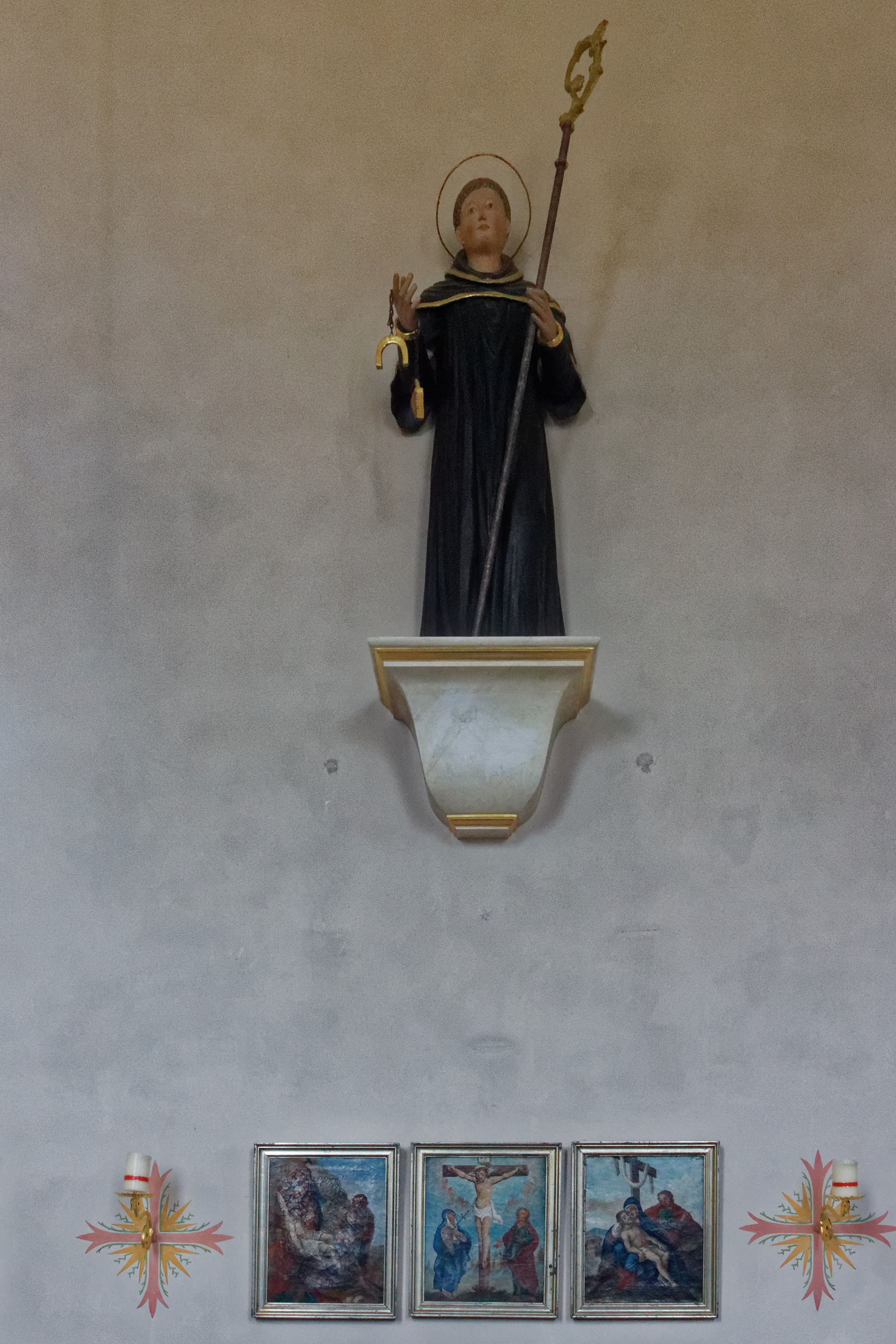
Heiligenfigur